# Miyu Kishi
Miyu Kishi (jap. 岸 みゆ Kishi Miyu; ur. 13 lutego 2001 w prefekturze Saitama) – japońska idolka i modelka gravure. Członkini grupy idolek #BABABABAMBI.

## Życiorys
W styczniu 2020 roku dołączyła do grupy idolek #BABABABAMBI. 20 maja zdobyła 1 miejsce poprzez przyznawanie punktów na LINE LIVE w przesłuchaniu idolek „Sakidol Ace Survival SEASON10 ～new idol lottery～” prowadzonym przez redakcję Weekly Young Jump.
31 października 2022 roku po raz pierwszy pojawiła się na okładce tygodnika Weekly Playboy, na którą od dawna czekała.

## Wydania

### Cyfrowa fotoksiążka
- „イメチェン？” (luty 2022, Shūeisha)[5]
- „もっともっと。” (maj 2022, Shūeisha)[6]
- „岸みゆ劇場 日本一可愛くて個性的な美人三姉妹” (czerwiec 2022, Shūeisha)[7]
- „SURPRISE!!” (październik 2022, Shūeisha)[8]
- „みゆフェチ” (22 stycznia 2024, Shūeisha)[9]
- „ブルー・メモリーズ” (24 kwietnia 2024, Imagica Infos)[10]

### Fotoksiążka
- tinto(ティント) (13 listopada 2024, Kobunsha)[11]